# Caste criminelle
Pour plus de détails, voir Fiche technique et Distribution.
Caste criminelle est un documentaire français réalisé par Yolande Zauberman et sorti en 1990.

## Fiche technique
- Titre : Caste criminelle
- Réalisation : Yolande Zauberman
- Scénario : Yolande Zauberman
- Photographie : Emmanuel Machuel
- Son : Olivier Schwob
- Musique : Panduranga Jadhar
- Montage : Jean-François Naudon
- Sociétés de production : Odessa films - Arcadia films - OF2B productions - La Sept
- Pays d'origine :  France
- Genre : documentaire
- Durée : 75 minutes
- Date de sortie : France - 10 octobre 1990

## Sélections
- Festival de Cannes 1989 (Perspectives du cinéma français)[1]
- Festival Cinéma du réel 1990[2]